# Slaviša Popović
Slaviša Popović –en serbio, Славиша Поповић– (23 de mayo de 1968) es un deportista serbio que compitió por Yugoslavia en boxeo. Ganó una medalla de bronce en el Campeonato Mundial de Boxeo Aficionado de 1995, en el peso medio.

## Palmarés internacional
| Campeonato Mundial | Campeonato Mundial | Campeonato Mundial | Campeonato Mundial |
| Año                | Lugar              | Medalla            | Categoría          |
| ------------------ | ------------------ | ------------------ | ------------------ |
| 1995               | Berlín (Alemania)  | Medalla de bronce  | 71 kg              |